# Кип-Кич
Кип-Кич — бухта на северо-востоке Охотского моря в западной части залива Шелихова.

## Гидроним
Топоним Кип-Кич, возможно, корякского происхождения. Бухта названа по речке Капкичу, впадающей в море чуть западнее мыса Япон, которую упоминает Степан Крашенинников. На современных картах Капкичу не обозначена.

## География
Находится на северо-западе полуострова Пьягина. У южного входа в бухту имеется небольшой скалистый остров. На юге в бухту впадает безымянный водоток.
Включена в состав Ямского участка Магаданского заповедника.

## История
Вблизи бухты обнаружено поселение древнекорякской культуры: остатки 16 древнекорякских жилищ в виде холмов с западинами посредине. С поселения в 1958 году собраны обломки керамических сосудов, наконечник поворотного гарпуна, каменные и костяные орудия XIII—XV веков.